# Oridryas angarensis
Oridryas angarensis is een vlinder uit de familie van de stippelmotten (Yponomeutidae). De wetenschappelijke naam van de soort werd in 1939 gepubliceerd door Caradja.